# Universität für Finanzwesen und Wirtschaft Zhejiang
Die Universität für Finanzwesen und Wirtschaft Zhejiang (kurz ZUFE; chinesisch 浙江财经大学, Pinyin Zhèjiāng Cáijīng Dàxué) ist eine Hochschule in Hangzhou, Provinz Zhejiang, China. Die Universität ist auf wirtschaftliche Disziplinen spezialisiert und bildet in den Natur-, Rechts- und Geisteswissenschaften aus. In den 2022 Times Higher Education World University Rankings steht ZUFE auf Platz 801- weltweit.

## Geschichte
Im Dezember 1974 wurde die Akademie des Öffentlichen Finanz- und Bankwesens Zhejiang gegründet. Die Bezeichnung und der Standort wurden mehrmals geändert. Während ihres ersten Jahres mieteten viele Studenten Häuser von nahe gelegenen Seidenfarmen. Im Jahr 1987 benannte die Staatliche Bildungskommission die Akademie in die heutige Bezeichnung um. Seit 1991 werden Bachelor-Abschlüsse erteilt, seit 2003 werden Master-Abschlüsse und Promotionen vergeben. Der heutige Name der Universität wurde im Jahr 2013 vom Bildungsministerium der Volksrepublik China genehmigt.